# تاریخ بر پایه دوره
ادوار تاریخ به معنای ادوار با اهمیت تاریخ جهان، از عصر باستان تا به امروز می‌باشد.

## عصر کهن(۳۶۰۰ پیش از میلاد تا ۵۰۰ پس از میلاد)
تاریخ باستان با پیدایش نخستین آثار نگاشته شدهٔ بشر و حدود سال‌های ۳۶۰۰ قبل میلاد آغاز می‌شود. این دوره از تاریخ با پیدایش امپراتوری‌های مهم از قبیل شاهنشاهی هخامنشی در ایران، امپراتوری روم غربی در مدیترانه، دودمان هان در چین، و امپراتوری گوپتا در هند آغاز شده و حدود سال‌های ۵۰۰ پس از میلاد به پایان می‌رسد.
عصر برنز، زمانی که بشر در سراسر جهان از برنز به عنوانی فلزی مهم در ساخت ابزار استفاده نمود، نیز در این دوره از تاریخ قرار دارد. این عصر در حدود ۳۶۰۰ سال قبل از میلاد آغاز و با پیدایش آهن در حدود سال ۱۰۰۰ قبل از میلاد به پایان رسید.۰
به عصر آهن اغلب عهد عتیق یا عصر کلاسیک نیز گفته می‌شود، اما این ادوار به‌طور معمول به منطقهٔ خاصی اشاره دارد. این عصر در ۱۰۰۰ سال قبل از میلاد و با گسترش استفاده از آهن در ابزارآلات آغاز می‌شود. پایان این دورهٔ از تاریخ نیز اغلب به ۵۰۰ سال پس از میلاد و سقوط امپراتوری‌های مذکور نسبت داده می‌شود.
- عصر سنگ در فواصل سال‌های ۶۰۰۰ تا ۲۰۰۰ قبل از میلاد به پایان می‌رسد.
- تمدن‌های باستانی آسیای غربی ۶۰۰۰ قبلاً از میلاد- ۱۱۰۰ قبل از میلاد
- تمدن دره سند ۳۳۰۰ قبل از میلاد- ۱۳۰۰ قبل از میلاد
- پادشاهی کهن مصر (مصر، ۳۰۰۰ قبل از میلاد- ۲۰۰۰ قبل از میلاد)
- پادشاهی میانه (مصر، ۲۰۰۰ قبل از میلاد- ۱۳۰۰ قبل از میلاد)
- دوره ودایی هند (۱۷۵۰–۵۰۰ قبل از میلاد)
- پادشاهی نوین مصر (مصر، ۱۳۰۰ قبل از میلاد- ۷۰۰ قبل از میلاد)
- دودمان شانگ (چین، ۱۸۰۰ قبل از میلاد- ۱۲۰۰ قبل از میلاد)
- اروپای دوران قدیم
- سلسلهٔ ژو (چین، ۱۲۰۰ قبل از میلاد- ۵۰۰ قبل از میلاد)
- یونان باستان، (حدود ۱۰۰۰ قبل از میلاد- ۳۲۳ قبل از میلاد) (جدول زمانی از یونان باستان را ببینید)
- ماهاجاناپادا، (هند، ۶۰۰–۳۰۰ قبل از میلاد)
- روم باستان (۷۵۳ قبل از میلاد- ۴۷۶ پس از میلاد)
- هند کلاسیک (۲۳۰ قل از میلاد- ۵۰۰ پس از میلاد)
- شش دودمان (چین، ۲۲۰ پس از میلاد- ۵۸۱ پس از میلاد)
- دوره سه امپراتوری (چین، ۲۲۰–۲۸۰)
- دوران باستان متأخر (اروپا، حدود ۳۰۰- حدود ۶۰۰)
- عصر تاریک (اروپا، قرن چهارم- ۹۰۰)

## عصر پساکلاسیک
عصر پساکلاسیک که با نام‌های دورهٔ قرون وسطی یا، برای اروپا، قرون وسطی نیز خوانده می‌شود، از حدود ۵۰۰ میلادی و پس از سقوط تمدن‌های مهم آغاز و عصر ظهور اسلام را در بر می‌گیرد. سال‌های پایانی این دوره در حدود ۱۴۵۰–۱۵۰۰ قرار دارد و با رویدادهایی از قبیل پیدایش چاپ فشاری در اروپا، سفرهای کریستوف کلمب، سقوط قسطنطنیه همراه است.
- قرون وسطی (اروپا، قرن ششم- قرن شانزدهم)
- سده‌های میانی آغازین (اروپا، قرن ششم- قرن یازدهم)
- اویل قرون وسطی (اروپا، قرن یازدهم- قرن شانزدهم)
- اواخر قرون وسطی (اروپا، قرن پانزدهم- قرن شانزدهم)
- دوران طلایی اسلام (خاورمیانه، ۷۵۰–۱۳۰۰)
- عصر وایکینگ‌ها (اسکاندیناوی، اروپا، ۷۹۳–۱۰۶۶)
- دوره نارا (ژاپن، ۷۰۹–۷۹۵)
- دوره پنج سلسله و ده پادشاهی (چین، ۹۰۷–۹۶۰)
- دوره سن‌گوکو (ژاپن، ۱۴۷۸–۱۶۰۵)
- پادشاهی میانه هند (۵۰۰–۱۲۰۶)

## تاریخ نوین (۱۵۰۰- عصر حاضر)
دورهٔ نوین، تاریخ بشر از زمان جهانی شدن ارتباطات (کشف آمریکا بوسیلهٔ اروپاییان) تا امروز را شامل می‌شود.

### عصر جدید نخستین (۱۵۰۰–۱۷۵۰)
عصر جدید نخستین نخستین دوره از ادوار نوین سه‌گانه است و اغلب منشأ دوره‌های بعدی محسوب می‌شود. این دوره با ابداع ماشین چاپ آغاز شده و شامل سفر کریستف کلمب در ۱۴۹۲ و به‌طور کلی جهانی‌تر شدن ارتباطات است. این عصر، با آغاز انگلستان صنعتی در ۱۷۵۰ به پایان می‌رسد.
- رنسانس (اروپا، قرن چهاردهم- قرن هفدهم)
- عصر کاوش (یا اکتشاف) (اروپا، قرن شانزدهم- قرن هجدهم)
- عصر دریانوردی، همراه با استفاده‌های تجاری و نظامی از فناوری. به‌طور معمول در سال‌های ۱۵۷۱–۱۸۶۳.
- عصر الیزابت (انگلستان، ۱۵۵۸–۱۶۰۳)
- اصلاحات پروتستانی (اروپا، قرن شانزدهم)
- عصر روشنگری (اروپا، قرن هجدهم)
- شوگون‌سالاری توکوگاوا (ژاپن، ۱۶۰۳–۱۸۶۸)

### عصر نوین میانی
عصر انقلاب، اصطلاحی دیگری است که برای اشاره به این دورهٔ تاریخی استفاده می‌شود. این دوره از تاریخ، در سال-های بین عصر نوین جدید نخستین و زمان معاصر قرار دارد. این دوره در حدود ۱۷۵۰ با صنعتی شدن اروپا آغاز و چندین انقلاب سیاسی را در بر می‌گیرد. پایان این دوره نیز حدود ۱۹۱۴ و همراه با پیشرفت نسبی صنایع در اروپا، ایالات متحده، ژاپن، و روسیه، و آغاز جنگ جهانی اول است.
- انقلاب صنعتی (اروپا، ایالات متحده، و سایر مناطق در قرن‌های هجدهم و نوزدهم)
- عصر ناپلئون، ۱۷۹۹–۱۸۱۵
- دوره ویکتوریا (انگلستان، ۱۸۳۷–۱۹۰۱)
- عصر ماشین (اروپا، ایالات متحده، و سایر مناطق در قرن‌های نوزدهم و بیستم)
- عصر ادوارد (انگلستان، ۱۹۰۱–۱۹۱۰)
- دوره میجی (ژاپن، ۱۸۶۸–۱۹۱۲)

### دورهٔ معاصر
دورهٔ معاصر به‌طور معمول در برگیرندهٔ تاریخ امروز تا حدود ۹۰ سال قبل است. با این وجود، به صورت هدفمند، این دوره به سال‌های جنگ جهانی اول تا زمان حال گفته می‌شود تا از دوره‌های گذشته تاریخ تمایز داده شود.
- جنگ جهانی اول (اکثر نقاط جهان، ۱۹۱۴–۱۹۱۸)
- دوره میان‌دوجنگ (کل جهان، ۱۹۱۸–۱۹۳۹)
- جنگ جهانی دوم (کل جهان، ۱۹۳۹–۱۹۴۵)
- جنگ سرد (اتحاد جماهیر سوسیالیستی شوروی و ایالات متحده، و نیز متحدان آن‌ها، ۱۹۴۵–۱۹۸۹)
- عصر فضا (پس از ۱۹۵۷)
- عصر اطلاعات ،علم و دانش (۱۹۷۱- امروز)
- دورۀ پساکمونیسم (روسیه و سایر متحدان شوروی سابق، پس از ۱۹۹۱)
- پس از جنگ سرد (جهان غرب، پس از ۱۹۹۱)